# Waldhambach (Francja)
Waldhambach – miejscowość i gmina we Francji, w regionie Grand Est, w departamencie Dolny Ren.
Według danych na rok 1990 gminę zamieszkiwało 626 osób, a gęstość zaludnienia wynosiła 50 osób/km² (wśród 903 gmin Alzacji Waldhambach plasuje się na 396. miejscu pod względem liczby ludności, natomiast pod względem powierzchni na miejscu 178.).